# Moncrabeau
Moncrabeau é uma comuna francesa na região administrativa da Nova Aquitânia, no departamento Lot-et-Garonne. Estende-se por uma área de 49,31 km². Em 2010 a comuna tinha 755 habitantes (densidade: 15,3 hab./km²).